# Gerry Langley
Gerry Langley (Belfast, 2 juli 1939)  is een Noord-Iers zanger en songwriter. Hij bracht in de loop van de jaren verschillende singles uit en schreef popmuziek en filmmuziek, zoals de titelsong voor De heksenjager (1982). Zijn muziek werd opgevoerd door artiesten als Sandie Shaw en Wayne Newton.

## Biografie
Langley werd in Belfast in Noord-Ierland geboren en woonde en werkte later jarenlang in Londen. Gedurende de jaren vijftig werkte hij voor de ziekenomroep in Belfast. In het plaatsje Donegal speelde hij voor de Slieve Foy Show Band van Leo Brennan, waarin artiesten als Enya en Clannad later ook speelden. Verder speelde hij nog voor verschillende andere Ierse bands, waaronder de Matadors Showband en tijdens verschillende optredens met de toen nog onbekende Van Morrison. Hij en zijn zus Mary (Perpetual) Langley brachten in 1964-65 meerdere singles uit als het duo The Langleys. Hierna gingen beide solo verder. Hij bracht in de loop van de jaren enkele singles en een cd solo uit.
Daarnaast richtte hij zijn eigen muziekuitgeverij op. In de jaren zestig schreef hij enkele nummers met Jimmy Stewart, zoals Anonymous Mr. Brown dat in 1967 op een single werd gezet door Tony Crane en nog hetzelfde jaar werd gecoverd door The Cats. Verder verscheen van het duo We can get there by candlelight (1969) op een single van The New Faces. Een ander nummer van het duo, Dream street rose, werd in 1967 door Wayne Newton uitgebracht. Hun lied Miss felicity grey (1967) door The Guess Who werd enkele malen gecoverd, onder meer door Claude Francois in 2008.
Hij schreef muziek voor enkele films, zoals de titelsong voor De heksenjager (Witchfinder general, 1968), het lied Shalako voor de film Shalako (1968) en het lied Ask any woman (1967) dat Sandie Shaw in de Britse voorrondes van het Eurovisiesongfestival zong en opnieuw werd opgevoerd in de film Beautiful creatures (2000). Verder werkte hij samen met de regisseur Richard Donner.

## Discografie als solo-artiest
Singles
- 1969: Goodnight sweet lady / Write me a letter
- 1980: Cross roads of my life / Making it with you
- 1982: Surrender / Two by two
- 1982: Chasing My Youth Again / I'm a different man
- 2007: Hey down under / Somewhere to run

Cd
- 2005: Streets of Belfast